# Shō Endō
Pour les articles homonymes, voir Endo.
Shō Endō (遠藤 尚, Endō Shō), né le 4 juillet 1990 à Inawashiro, est un skieur acrobatique japonais spécialiste des bosses. Il a commencé sa carrière en 2005. Endō monte pour la première fois sur un podium de Coupe du monde à Åre en mars 2012.

## Palmarès

### Jeux olympiques d'hiver
- Vancouver 2010 : 7e
- Sotchi 2014 : 15e

### Championnats du monde
- 2 participations : 2011 et 2013
- Meilleur résultat : 5e en bosses parallèles à Voss en 2013.

### Coupe du monde
- Meilleur classement général : 30e en 2012.
- Meilleur classement en bosses : 6e en 2013.
- 3 podiums : 3 troisièmes places.